# Henriettea mucronata
Henriettea mucronata är en tvåhjärtbladig växtart som först beskrevs av Henry Allan Gleason, och fick sitt nu gällande namn av Susanne Sabine Renner. Henriettea mucronata ingår i släktet Henriettea och familjen Melastomataceae. Inga underarter finns listade i Catalogue of Life.